# Nowy Targ (comune rurale)
Nowy Targ è un comune rurale polacco del distretto di Nowy Targ, nel voivodato della Piccola Polonia.
Ricopre una superficie di 208,65 km² e nel 2004 contava 21 889 abitanti.
Il capoluogo è Nowy Targ, che non fa parte del territorio ma costituisce un comune a sé.